# Nepenthes tenuis
Nepenthes tenuis Nerz & Wistuba, 1994 è una pianta carnivora della famiglia Nepenthaceae, endemica di Sumatra, dove cresce a 1000–1200 m.

## Conservazione
La Lista rossa IUCN classifica Nepenthes tenuis come specie in pericolo di estinzione (Endangered).